# Gianni Russo
Gianni Russo, all'anagrafe Giovanni Russo (New York, 12 dicembre 1943), è un attore e imprenditore statunitense.

## Biografia
Ha interpretato il ruolo di Carlo Rizzi nel film Il padrino di Francis Ford Coppola e nella scena finale del suo sequel.
È inoltre noto per aver interpretato Anthony Scapelli nel film Super Mario Bros. del 1993.

## Filmografia parziale

### Cinema
- Il padrino (The Godfather), regia di Francis Ford Coppola (1972)
- L'uomo laser (Laserblast), regia di Michael Rae (1978)
- Rebus per un assassinio (Winter Kills), regia di William Richert (1979)
- Uno strano caso (Changes Are), regia di Emile Ardolino (1989)
- Il boss e la matricola (The Freshman), regia di Andrew Bergman (1990)
- Non dirmelo... non ci credo (Another You), regia di Maurice Phillips (1991)
- Super Mario Bros., regia di Rocky Morton, Annabel Jankel, Roland Joffé, Dean Semler (1993)
- Ogni maledetta domenica - Any Given Sunday (Any Given Sunday), regia di Oliver Stone (1999)
- The Family Man, regia di Brett Ratner (2000)
- Seabiscuit - Un mito senza tempo (Seabiscuit), regia di Gary Ross (2003)
- After the Sunset, regia di Brett Ratner (2004)

### Televisione
- Perry Mason: Scandali di carta (Perry Mason: The Case of the Fatal Fashion), regia di Christian I. Nyby II – film TV (1991)

## Doppiatori italiani
Nelle versioni in italiano delle opere in cui ha recitato, Gianni Russo è stato doppiato da:
- Michele Gammino ne Il padrino, Il padrino - Parte II
- Emilio Cappuccio in Prison Break
- Sergio Di Stefano in Colpo grosso al Drago Rosso - Rush Hour
- Antonio Paiola in Squadra Med - Il coraggio delle donne
- Claudio Fattoretto in Super Mario Bros.
- Christian Iansante nei ridoppiaggio de Il padrino e Il padrino - Parte II